# Georgetown (Washington, D.C.)
Georgetown ist der Name eines Stadtteils von Washington, D.C., der Hauptstadt der Vereinigten Staaten von Amerika. Er beherbergt unter anderem die gleichnamige Universität.
Georgetown wurde 1751 gegründet und ist damit fast 40 Jahre älter als Washington. Es ist benannt nach dem britischen König Georg II. Seine Bedeutung im 18. und frühen 19. Jahrhundert verdankte es der Lage an der Fall Line, die den westlichsten schiffbaren Punkt des Potomac Rivers darstellt. Ursprünglich zum Bundesstaat Maryland gehörend, wurde Georgetown 1871 in den neu geschaffenen District of Columbia integriert. Mit dem Eisenbahnbau setzte ein wirtschaftlicher Niedergang ein. Im späten 19. Jahrhundert war Georgetown ein relativ armer, überwiegend von Afroamerikanern besiedelter Stadtteil. Sein Wiederaufstieg begann in den 1930er Jahren, als die amerikanische Bundesregierung mehrere Ministerien und Bundesbehörden in den benachbarten Stadtteil Foggy Bottom verlegte. Am 28. Mai 1967 wurde Georgetown als Gesamtensemble zu einem National Historic Landmark erklärt und in das National Register of Historic Places aufgenommen. Im Jahr 1973 wurde in Georgetown der bekannte Horrorfilm Der Exorzist gedreht. Bis heute kann man das Haus und die Treppe aus diesem Film besichtigen.
Heute ist Georgetown eines der teuersten Wohnviertel Washingtons, das wegen seiner Nähe zur Innenstadt, der historischen Architektur und der urbanen Atmosphäre geschätzt wird. Zu seinen Bewohnern zählen und zählten unter anderem der ehemalige Präsidentschaftskandidat John Kerry, die frühere US-amerikanische Außenministerin Madeleine Albright und Bob Woodward, der Star-Reporter der Washington Post.
Die Botschaften von Kamerun, Frankreich, Kosovo, Island, Liechtenstein, der Mongolei, Schweden, Thailand, der Ukraine und Venezuela befinden sich in Georgetown.

## Geographie

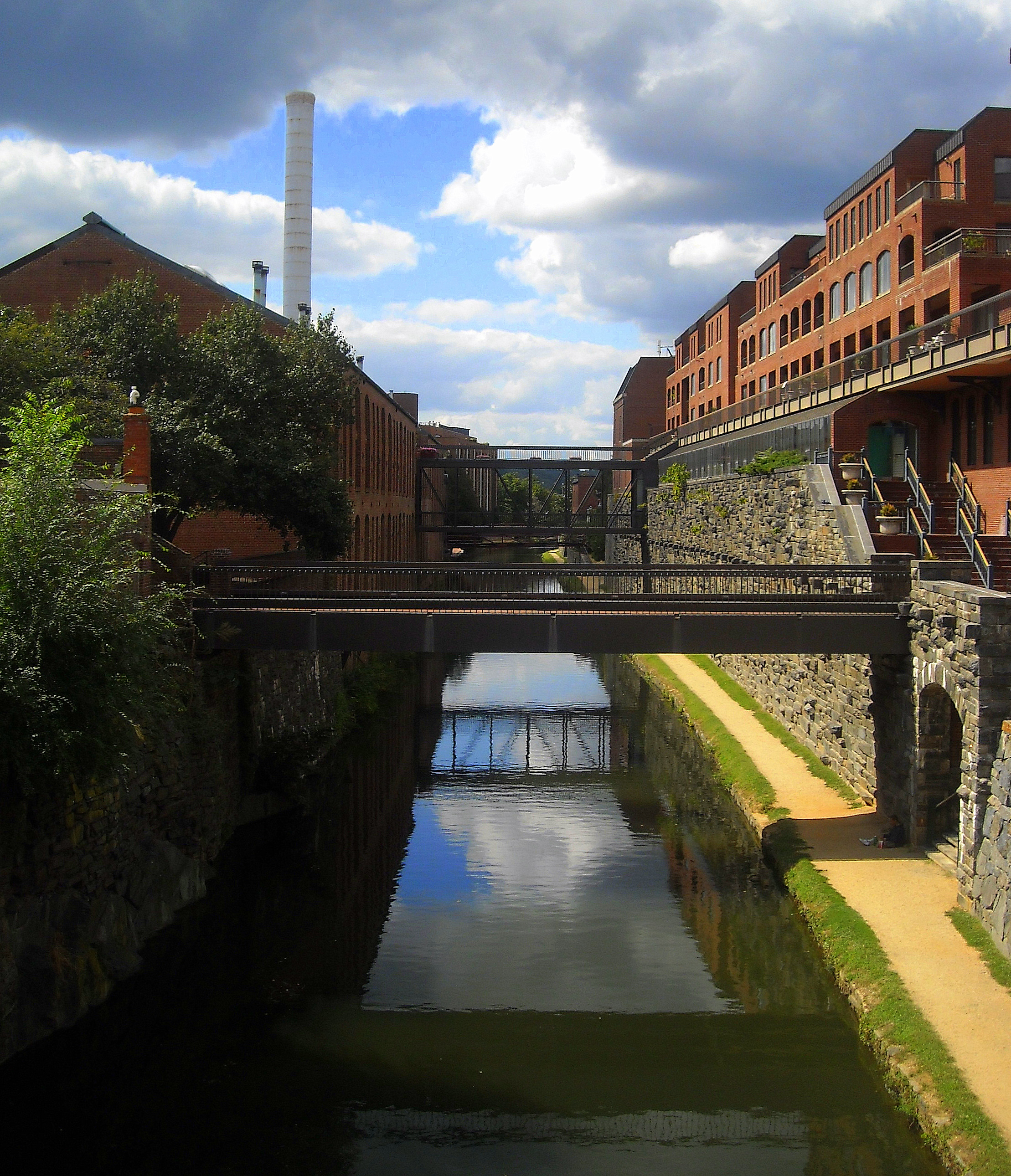
Der Chesapeake and Ohio Canal verläuft zwischen M Street und K Street durch Georgetown.

Georgetown wird im Süden durch den Potomac River, im Osten durch den Rock Creek begrenzt, Burleith und Glover Park liegen nördlich, die Georgetown University liegt am westlichen Rand des Stadtteils. Ein Großteil Georgetowns ist von Parks und Grünflächen umgeben. Rock Creek Park, der Oak Hill Cemetery, Montrose Park und Dumbarton Oaks befinden sich am nördlichen und östlichen Rand des Stadtteils. Dieser liegt auf Klippen, die den Fluss überragen.
Die wichtigsten Einkaufsstraßen sind die M Street und Wisconsin Avenue, deren Kaufhäuser Besucher anziehen. Auch der Washington Harbour Complex an der K Street mit seinen Freiluftbars und Restaurants an der Wasserseite liegt im Interesse von Touristen und Einheimischen. Der Chesapeake and Ohio Canal wird heute nicht mehr kommerziell genutzt; die Wege am Ufer werden zum Joggen und Flanieren genutzt.